# محمد المهدي السنوسي

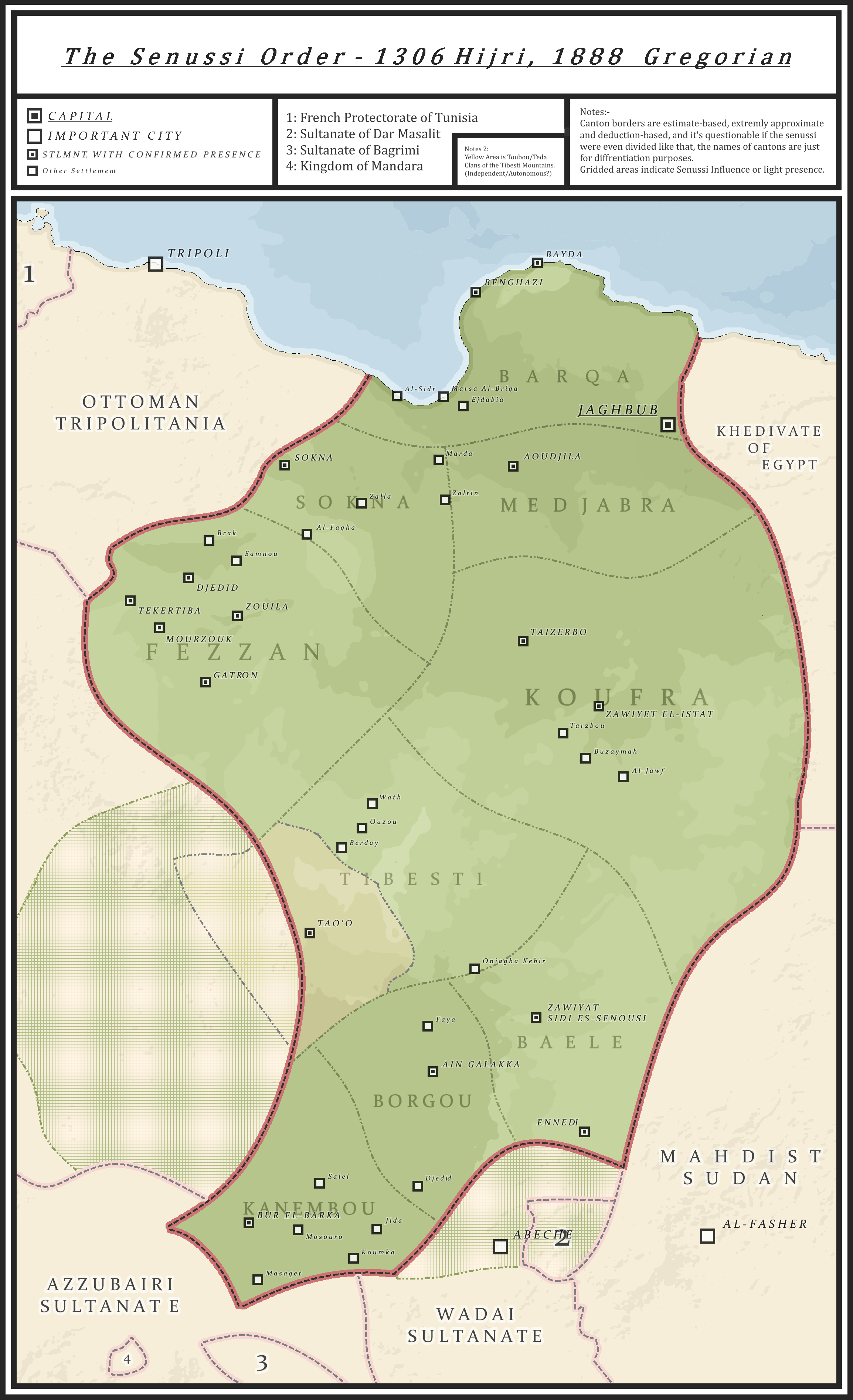
مدى انتشار نفوذ السنوسية في عهد محمد المهدي السنوسي

محمد المهدي بن محمد بن علي السنوسي ولد عام 1844 م (في الزاوية البيضاء) بمدينة البيضاء في ليبيا. أبوه هو محمد بن علي السنوسي المعروف بالسنوسي الكبير وله أخ أصغر منه بعامين اسمه محمد الشريف السنوسي، يصل نسبه إلى الإمام علي بن أبي طالب الهاشمي القرشي.
محمد المهدي السنوسي هو والد الملك الليبي محمد إدريس السنوسي (أول ملك لليبيا بعد الاستقلال).
لما توفي والده كان محمد المهدي السنوسي لا يزال حدثاً، فأقيم مجلس وصايا من عشرة من الشيوخ، ليِعنى بأمر السنوسية إلى أن يبلغ المهدي رشده. ولما تم ذلك اعتنى هو بإدارة السنوسية وتوجيهها، وانصرف أخوه محمد الشريف إلى الشؤون التعليمية.

## عائلته
- أبوه: محمد بن علي السنوسي المعروف بالسنوسي الكبير.
- أخوه: محمد الشريف السنوسي والد أحمد الشريف السنوسي.

## حكمه (1859 م - 1902 م)
في زعامة محمد المهدي السنوسي (1859 م - 1902 م) وصلت السنوسية إلى ذروة قوتها وانتشارها، ومما عمله محمد المهدي السنوسي، في سبيل التمكن من الإشراف المباشر على هذه الإمبراطورية الواسعة، نقل مركز السنوسية من الجغبوب إلى الكفرة (1895). التي أصبحت «المركز التجاري الرئيسي» الذي تلتقي فيه القوافل من جميع أنحاء أفريقيا الوسطى والشمالية، وكان هؤلاء التجار وقوافلهم سبيلاً لنشر الإسلام في الجهات النائية، ومركز الإدارة السنوسية كان في «التاج» ومنها وصلت الدعوة السنوسية، حاملة الإسلام إلى بلاد كور وتبيستي وبركو واندي ودارفور ووادي وكانم وتشاد وأزقر وبغرمي. كما أسس بها مكتبة الكفرة.
بعد وفاة أبيه تمت مبايعته من كبار العلماء والشيوخ في الحركة السنوسية فكوّن مجلساً أعلى من كبار الشخصيات، وكان يعيٌن في كل زاوية تتبعه خليفة يدير شؤونها، ويقوم بتعليم الأولاد، ورعي الماشية، والزراعة وينفق منها على الزاوية وما يفيض عنه يرسله إلى الشيخ السنوسي، فأصبح يجبي أموالاً ضخمة.
بدأت الحركة السنوسية في عهده تأخذ طريقا لإقامة دولة ليبيا الحديثة فرتبت أمور التعليم والصناعة والزراعة والتجارة واستصلاح الأراضي والنقل والتموين والبريد.
خاف السلطان عبد الحميد الثاني عاقبة أمره، فشعر الشيخ بذلك فرحل سنة 1312 هـ إلى واحة الكفرة وانتقل منها إلى وداي حتى توفي فيها يوم الأحد 24 صفر 1320 هـ الموافق 2 يونيو 1902 م. وخلفه ابن أخيه واسمه: أحمد الشريف السنوسي بن محمد الشريف السنوسي.
وخطب ود محمد المهدي السنوسي غير مرة، فقد رغب المهدي السوداني في محالفته، وطلب العرابيون مساعدته 1882 وتقدمت إليه إيطاليا راغبة في الاتفاق معه على مقاومة التقدم الفرنسي في تونس (1881) وحتى السلطان العثماني طلب منه العون في حربه ضد روسيا (1876- 1878) وجرّب الألمان أن يحصلوا منه على عون ضد فرنسا في أفريقيا (1872) لكن محمد المهدي السنوسي رفض جميع هذه العروض والطلبات، وفضل أن يظل بمنأى عن النزاع الدولي، ليتم له نشر الإسلام وإصلاح أحوال المجتمع المسلم الذي نذر نفسه له، شأن أبيه من قبل. لكنه اضطر هو وخلفه إلى محاربة الفرنسيين، لما تقدم هؤلاء إلى أواسط أفريقيا، رغبة منهم في سبق السنوسية إلى السيطرة على تلك الأصقاع، كما اضطر خلفه، السيد أحمد الشرف إلى محاربة إيطاليا لما همت بليبيا (1911).
وفي الوقت الذي توفي فيه السيد المهدي (1902) كانت السنوسية قد بلغت الذروة في الانتشار، والباحثون متفقون على أنه كان لها آئنذ 146 زاوية موزعة على النحو التالي:
برقة 45، مصر 21، الحجاز 17، إيالة طرابلس 18، فزان 15، الكفرة 6، السودان 14
| المناصب السياسية         | المناصب السياسية          | المناصب السياسية         |
| ------------------------ | ------------------------- | ------------------------ |
| سبقه محمد بن علي السنوسي | زعماء ليبيا 1859م - 1902م | تبعه أحمد الشريف السنوسي |